# فرانکو ایونجلیس
فرانکو ایونجلیس، (به انگلیسی: Franco Evangelisti)، (زاده ۲۱ ژانویه ۱۹۲۶ در رم – درگذشته ۲۸ ژانویه ۱۹۸۰ در رم) یک آهنگساز ایتالیایی، که به ویژه علاقه‌مند به تئوری صدا بود.

فرانکو در رم زاده شد. وی در آغاز در رشته مهندسی تحصیل می‌کرد که آن را رها ساخته و خود را وقف مسیقی نمود. او در سال ۱۹۴۸ در رم شاگرد دانیل پاریس و هارولد گونزیمر شد.